# Taika Waititi
Taika Waititi, également connu sous son vrai nom Taika Cohen au début de sa carrière, est un scénariste, réalisateur, acteur et producteur de cinéma néo-zélandais, né le 16 août 1975 à Wellington.
Il se fait connaître en réalisant les longs-métrages Boy (2010), Vampires en toute intimité (2014) et À la poursuite de Ricky Baker (2016), qui connaissent un grand succès au box-office en Nouvelle-Zélande et à l'étranger pour le troisième,,. Il réalise ensuite les blockbusters Thor : Ragnarok (2017) et Thor : Love and Thunder (2022), faisant partie de la franchise cinématographique produite par Marvel Studios, ainsi que Jojo Rabbit (2019), pour lequel il remporte l'Oscar du meilleur scénario adapté.

## Biographie

### Famille et études
Taika David Cohen naît d'un père maori (originaire de Te Whānau-ā-Apanui (en)) et d'une mère d'ascendance ashkénaze russe par son père et irlandaise par sa mère,. Il fait des études de théâtre à l'université Victoria de Wellington. Il rencontre notamment Jemaine Clement durant cette période, avec qui il collabore plus tard sur plusieurs projets,.

### Débuts au cinéma
Sa participation — sous le nom de Taika Cohen — au film Scarfies sorti en 1999 commence à le faire connaître. Ce film à petit budget tourné à Dunedin, connaît un grand succès en Nouvelle-Zélande. En 2003, Two Cars, One Night est nommé pour l'Oscar du meilleur court métrage en prises de vues réelles en 2005,. Son premier long-métrage À chacun sa chacune (Eagle vs Shark) sort en Nouvelle-Zélande en 2007. Le public retrouve dans l'un des rôles titres son ami Jemaine Clement. La même année, il fait partie des « 10 nouveaux réalisateurs à suivre » selon le journal Variety.
En 2010, son deuxième long-métrage, Boy, lui assure un succès national qui dépasse celui établi précédemment par Burt Munro (The World’s Fastest Indian),. Son troisième film, Vampires en toute intimité (What We Do In The Shadows) sort en 2014. Adaptation en long-métrage d'un court-métrage, cette comédie sous forme de faux documentaire tourne autour du quotidien de cinq vampires qui cohabitent en centre-ville de Wellington et doivent s’adapter aux contraintes du vingt-et-unième siècle. Bien reçu par la critique, le film est projeté aux États-Unis, en Australie et en Suisse.

### Carrière internationale
En 2016 sort À la poursuite de Ricky Baker (Hunt for the Wilderpeople), une comédie dramatique. Le film, adapté du roman de Barry Crump, Wild Pork and Watercress, raconte l'histoire d’un enfant délinquant placé en foyer chez un couple de fermiers sans enfants, dans l’arrière-pays néo-zélandais. Le film est très bien reçu par le public et la critique. Il est à ce jour[Quand ?] le plus grand succès d'un film néo-zélandais au box-office national,,.
Pendant ce temps, des négociations avec Marvel Studios révèlent que Taika Waititi est choisi pour diriger le 3e film centré sur Thor. C’est également le premier film de Waititi dans lequel il ne participe pas à l’écriture du scénario, celui-ci étant confié à Christopher Yost, Stephany Folsom et Craig Kyle. Filmé en 2016, Thor : Ragnarok sort fin 2017. L'accueil est enthousiaste et place le film en tête des entrées parmi la trilogie des Thor. Waititi est ainsi impliqué dans la production d'Avengers: Infinity War, afin d'assurer la continuité de l'arc scénaristique du personnage. Waititi travaille ensuite à la réalisation de Jojo Rabbit, un film adapté du roman Le ciel en cage (en version originale : Caging Skies) de Christine Leunens. Le film raconte l'histoire de Johannes, un jeune Viennois membre des Jeunesses hitlériennes dont les péripéties l'amènent à découvrir une jeune juive cachée chez sa mère. Pris entre la propagande nazie et l'absence de son père, Johannes s'invente un père imaginaire qui prend la forme d'Adolf Hitler. Le film, dans lequel Taika Waititi joue Adolf Hitler aux côtés de Scarlett Johansson, Sam Rockwell et Rebel Wilson, est tourné en République tchèque et sort en salles à l'automne 2019 en Amérique du Nord. Il reçoit le Prix du public lors du Festival international du film de Toronto, puis l'Oscar et le Bafta du meilleur scénario adapté en 2020.
Searchlight Pictures annonce le 7 août 2019 que Waititi réalisera un long-métrage inspiré du documentaire Une équipe de rêve, racontant l'histoire de l'équipe des Samoa américaines de football qui tente de se qualifier pour la Coupe du monde 2014 à la suite d'une défaite historique. Cependant, tourné en 2019, Une équipe de rêve connait des retards et sort seulement en 2023.
Entre-temps, il enchaîne avec un quatrième film mettant en scène Thor, annoncé le 16 juillet 2019 par Marvel Studios, forçant Warner Bros. à mettre en suspens le projet d'adaptation d'Akira auquel Waititi est alors rattaché, originellement prévu pour le 21 mai 2021 mais connaissant des problèmes de pré-production, pour une durée indéterminée. Thor: Love and Thunder sort à l'été 2022 et déçoit après le bon accueil critique et public de Thor: Ragnarok. En novembre 2023, après l'annonce d'un possible 5e film Thor, Waititi déclare qu'il ne sera pas impliqué, privilégiant les autres projets sur lesquels il est engagé; il avouera quelques jours plus tard dans un podcast avoir fait les deux films Thor pour l'argent de Marvel, sans réelle ambition artistique, et qu'il considère que Marvel Studios a fait appel à lui par défaut.
Le 4 mai 2020, lors de la journée Star Wars, il est annoncé que Taika Waititi réalisera un futur film Star Wars et le coécrira aux côtés de Krysty Wilson-Cairns, nommée à l'Oscar du meilleur scénario original pour 1917.
Taika Waititi a participé à la pré-production de l'adaptation en live-action d'Akira, œuvre seinen manga écrite par Katsuhiro Ōtomo, avant qu'elle ne soit annulée[réf. souhaitée].

## Vie privée
Il a été en couple avec l'actrice Loren Horsley.
Entre 2010 et 2018, Waititi fut marié à Chelsea Winstanley, réalisatrice et productrice de films, qu'il rencontre durant la production du film Boy. Ensemble, ils sont parents de deux filles, Te Hinekāhu née en 2012 et Matewa Kiritapu née en 2015,.
En 2021, il se présente en couple avec l'actrice Rita Ora lors de l'avant première du film The Suicide Squad qui a eu lieu le 2 août à Los Angeles.
La même année, une controverse le place au centre de l'attention des médias. En effet, des photos volées et publiées par la presse, notamment le Daily Mail, le dévoile en compagnie des actrices Tessa Thompson et Rita Ora s'embrassant, puis l'embrassant ensuite, laissant supposer qu'ils forment un trouple.
En août 2022, il épouse Rita Ora lors d'une cérémonie privée à Londres.

## Filmographie
Sauf indication contraire, les informations mentionnées dans cette section peuvent être confirmées par les bases de données cinématographiques IMDb et Allociné,  présentes dans la section « Liens externes ».

### Comme réalisateur

#### Cinéma
- 2003 : John & Pogo (court métrage)
- 2003 : Two Cars, One Night (court métrage)
- 2004 : Heinous Crime (court métrage)
- 2005 : Tama tu (court métrage)
- 2007 : À chacun sa chacune (Eagle vs Shark)
- 2010 : Boy
- 2014 : Vampires en toute intimité (What We Do in the Shadows)
- 2016 : À la poursuite de Ricky Baker (Hunt for the Wilderpeople)
- 2017 : Thor : Ragnarok
- 2019 : Jojo Rabbit
- 2022 : Thor: Love and Thunder
- 2023 : Une équipe de rêve (Next Goal Wins)
- 2024 : Le Garçon et le Poulpe (A Disney Holiday Short: The Boy and the Octopus) (court métrage)
- 2025 : Klara and the Sun

#### Télévision
- 2007-2009 : Flight of the Conchords (série télévisée) - 4 épisodes
- 2011 : Super City (série télévisée) - 6 épisodes
- 2012 : Les Boloss : Loser attitude (The Inbetweeners) (série télévisée) - 5 épisodes
- 2019 : What We Do in the Shadows
- 2019 : The Mandalorian (série télévisée)
- 2022 : Our Flag Means Death (série télévisée) - 1 épisode
- 2024 : Bandits, bandits
- 2024 : Chinatown, intérieur (série télévisée) - 1 épisode
- Projet : Oompa-Loompas (mini-série) pour Netflix (à confirmer)
- Projet : Charlie et la chocolaterie (série télévisée) pour Netflix (à confirmer)

### Comme acteur
- 1999 : Scarfies : Alex
- 2001 : A New Way Home : Max
- 2001 : Snakesin : Nelson
- 2002 : The Strip : Mostin (13 épisodes)
- 2002 : Turangawaewae : Soldat du Vietnam
- 2002 : Tongan Ninja : Graham (voix)
- 2004 : Heinous Crime : le juge, le défendant, l'avocat et un membre du jury
- 2004 : Toy Boy : Jack Hammer
- 2004 : Futile Attraction : le serveur
- 2007 : À chacun sa chacune (Eagle vs Shark) : Gordon
- 2007 : Flight of the Conchords : le fan des Gypsy Kings (1 épisode)
- 2009 : The Jaquie Brown Diaries : le gitan amical (1 épisode)
- 2010 : Boy : Alamein
- 2010 : Radiradirah : plusieurs personnages (8 épisodes)
- 2011 : Green Lantern : Tom Kalmaku
- 2013 : The Captain
- 2014 : Vampires en toute intimité (What We Do in the Shadows) : Viago
- 2016 : À la poursuite de Ricky Baker (Hunt for the Wilderpeople) : le curé
- 2017 : Thor : Ragnarok : Korg
- 2019 : What We Do in the Shadows : Viago (invité épisode 6)
- 2019 : The Mandalorian : Voix de IG-11 (3 épisodes)
- 2019 : Avengers: Endgame : Korg
- 2019 : Jojo Rabbit de lui-même : Adolf Hitler
- 2021 : The Suicide Squad de James Gunn : Ratcatcher
- 2021 : Free Guy de Shawn Levy : Antwan
- 2021 : Sauver Ralph (Save Ralph), court métrage d'animation de Spencer Susser : Ralph (voix)
- 2021-2023 : What If...? : Korg
- 2021 : La Vie extraordinaire de Louis Wain (The Electrical Life of Louis Wain) de Will Sharpe : Max Kase
- 2022 : Buzz l'Éclair (Lightyear), long-métrage d'animation d'Angus MacLane : Mo Morrison (voix)[25]
- 2022 : Thor: Love and Thunder de lui-même : Korg
- 2022-2023 : Our Flag Means Death : Barbe Noire
- 2024 : Bandits, bandits : le Tout Puissant

### Comme producteur
- 2004 : Heinous Crime (court métrage)
- 2012 : Les Boloss : Loser attitude (The Inbetweeners) (série télévisée) - 11 épisodes
- 2014 : Vampires en toute intimité (What We Do in the Shadows)
- 2016 : À la poursuite de Ricky Baker (Hunt for the Wilderpeople)
- 2019 : What We Do in the Shadows (série télévisée, production exécutive)
- 2019 : Jojo Rabbit
- 2021 : Reservation Dogs (série télévisée, production exécutive)
- 2022-2023 : Our Flag Means Death (série télévisée, production exécutive)

### Comme scénariste
- 2002 : John & Pogo (court métrage) de lui-même
- 2004 : Two Cars, One Night (court métrage) de lui-même
- 2004 : Heinous Crime (court métrage) de lui-même
- 2005 : Tama tu (court métrage) de lui-même
- 2007 : À chacun sa chacune (Eagle vs Shark) de lui-même
- 2007-2009 : Flight of the Conchords (série télévisée) - 2 épisodes
- 2010 : Boy de lui-même
- 2013 : The Captain
- 2014 : Vampires en toute intimité (What We Do in the Shadows) de lui-même
- 2016 : À la poursuite de Ricky Baker (Hunt for the Wilderpeople) de lui-même
- 2019 : Jojo Rabbit de lui-même
- 2023 : Une équipe de rêve (Next Goal Wins) de lui-même
- 2024 : Le Garçon et le Poulpe (A Disney Holiday Short: The Boy and the Octopus) (court métrage) de lui-même

## Distinctions
Sauf indication contraire, les informations mentionnées dans cette section peuvent être confirmées par la base de données cinématographiques IMDb,  présente dans la section « Liens externes ».

### Récompenses
- BAFTA 2020 : meilleur scénario adapté pour Jojo Rabbit
- Oscars 2020 : meilleur scénario adapté pour Jojo Rabbit

### Nominations
- Oscars 2005 : meilleur court métrage en prises de vues réelles pour Two Cars, One Night
- Oscars 2020 : meilleur film pour Jojo Rabbit

## Voix francophones
En version française, Taika Waititi est dans un premier temps doublé par Patrick Mancini dans Green Lantern et Bruno Lavaine dans Vampires en toute intimité. Par la suite, Stéphane Ronchewski devient sa voix régulière, le doublant dans l'univers cinématographique Marvel, Jojo Rabbit, The Suicide Squad, Free Guy ou encore Our Flag Means Death. Il est exceptionnellement remplacé par Jérôme Pauwels dans What We Do in the Shadows, Olivier Augrond dans What If...? et Olivier Chauvel dans La Vie extraordinaire de Louis Wain.
En version québécoise, François-Simon Poirier le double dans Thor : Ragnarok et Avengers: Endgame, tandis que Guillaume Champoux est sa voix dans Green Lantern.